# 前719年
| 千纪： | 前1千纪 |
| 世纪： | 前9世纪 \| 前8世纪 \| 前7世纪 |
| 年代： | 前740年代 \| 前730年代 \| 前720年代 \| 前710年代 \| 前700年代 \| 前690年代 \| 前680年代 |
| 年份： | 前724年 \| 前723年 \| 前722年 \| 前721年 \| 前720年 \| 前719年 \| 前718年 \| 前717年 \| 前716年 \| 前715年 \| 前714年 |
| 纪年： | 庚申年（狗年）；周桓王林元年；鲁隐公息姑四年；齐僖公禄父十二年；晋鄂侯郗五年；曲沃庄伯鲜十四年；卫桓公完十六年；蔡宣公考父三十一年；郑庄公寤生二十五年；曹桓公终生三十八年；燕穆侯十年；陈桓公鲍二十六年；杞武公三十二年；宋殇公与夷元年；秦文公四十七年；楚武王熊通二十二年 |

## 大事记
- 周桓王登基。
- 鄭祭足引軍割溫麥
- 齊僖公鄭莊公盟於石門
- 衞莊公之庶子州吁弑卫桓公篡位。
- 東門之戰，州吁打著鄭莊公胞弟共叔段在衛國避難的兒子公孫滑的旗號，糾合宋国、衞國、蔡国、陈国和鲁国联合攻郑国，围其东门，五日始還。
- 衞國石碏设计，使陳桓公捕衛州吁和石碏之子石厚，卫国派人殺之，立衛宣公。

## 逝世
- 卫桓公，衞國君主。
- 州吁